# Isidro Rafael Gondra
Isidro Rafael Gondra (Ciudad de México, 1788-1861) fue religioso, militar, político y literato. Se destacó por haber sido editor y traductor del cuerpo de redactores emanados de la Academia de Letrán, además de fundador de "El Mosaico Mexicano", revista literaria que intentaba construir la nacionalidad mexicana.

## Semblanza biográfica
Isidro Rafael estudió en la Real y Pontificia Universidad y en el Seminario Conciliar de México, donde recibió sus primeras órdenes. Sin embargo, no concluyó en ese momento su carrera eclesiástica pues se incorporó a las filas insurgentes durante el movimiento de Independencia.
Una vez instaurada la República, Gondra ocupó un curul como diputado en el Distrito Federal en 1825, además de ser durante el mismo periodo director del Museo Nacional. Después, en 1829, fungió durante un año como presidente de la cámara de diputados. En los años posteriores a su trabajo como diputado, se publicó un tomo adicional a la "Colección de órdenes y decretos de la soberana junta provisional gubernativa, y soberanos congresos generales de la nación mexicana". En esta, como su nombre lo indica, están las órdenes y decretos que se crearon durante su época de presidente de la cámara de diputados.

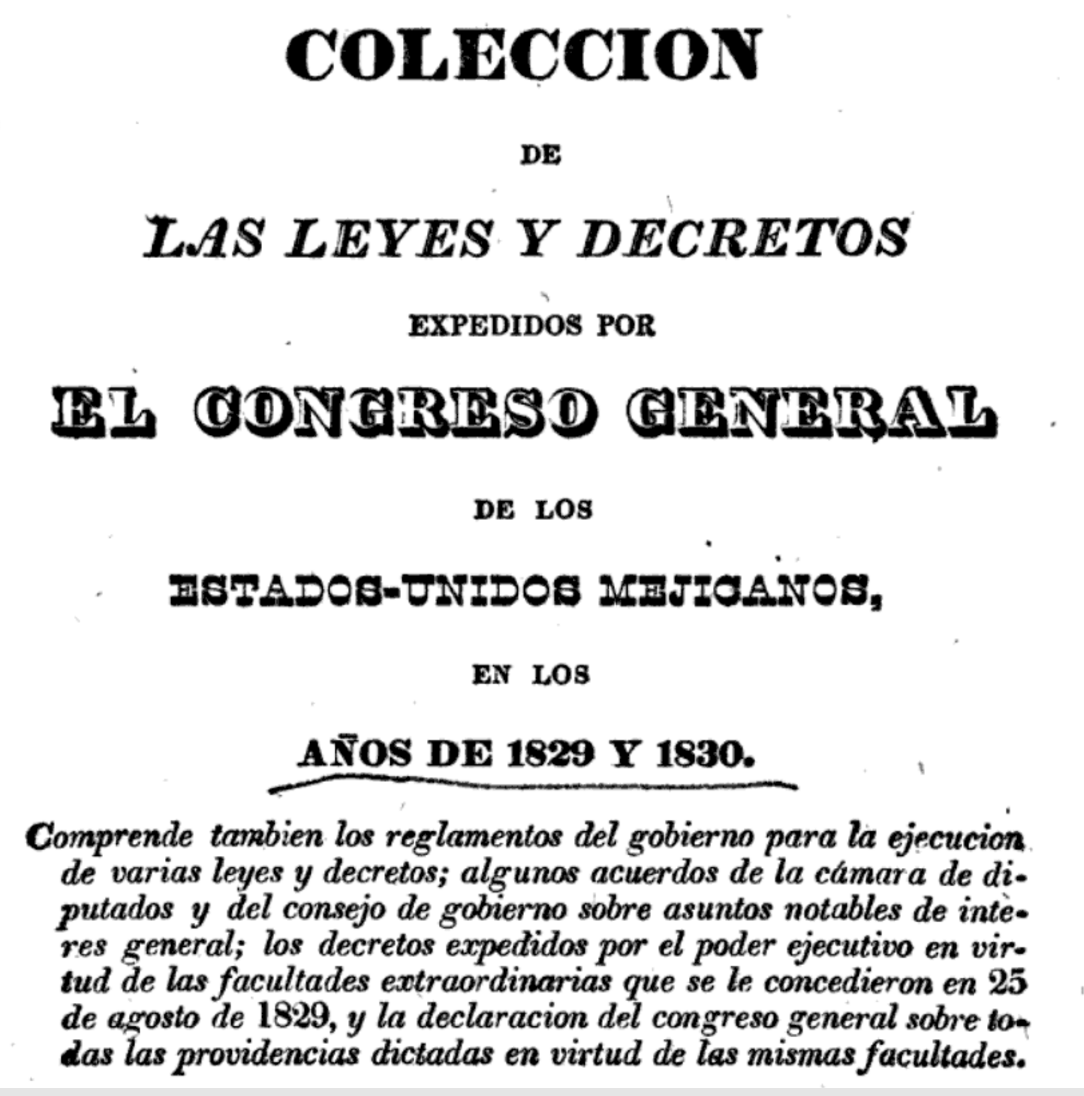
Colección de Leyes y Decretos

A partir de 1827, comenzó a ser el editor de los "muchachos de Letrán", como Guillermo Prieto, Wenceslao Alpuche, Manuel Tossiat Ferrer, entre otros, además de ayudar a ampliar su campo de actividad literaria, invitándolos a participar frecuentemente con artículos, traducciones y ensayos de etnografía y arqueología. Fue miembro de la Junta de Antigüedades cuando se organizó el Museo de Arqueología, Historia y Etnografía.
De 1831 a 1848 fue director del Museo Nacional de México, sucediendo a Isídro Ignacio de Icaza (1783-1834). Juntos publicaron la efímera Colección de las antigüedades mexicanas que existen en el Museo Nacional.
En su afán de mexicanizar las publicaciones literarias, fundó El Mosaico en 1836, apoyándose en un grupo de noveles literatos dispuestos a dar carácter nacionalista a sus prosas y poemas; escribió en todos los periódicos literarios metropolitanos, editó el Semanario de las Señoritas Mexicanas y colaboró en "El recreo de las Familias".
También trabajó en el campo de la arqueología; junto con Isidro Ignacio de Icaza publicó la "Colección de antigüedades que existen en el Museo Nacional". Las estampas de esculturas monolíticas y de barro, los jeroglíficos y pinturas históricas de esta obra son los primeros ensayos de arte litográfico en México.

## El Ateneo
En 1840, con el fin de establecer una asociación literaria, se reunieron en el Colegio Mayor de Santa María de todos los Santos el embajador español don Ángel Calderón de la Barca, Gondra, Andrés Quintana Roo, entre otros. Se estableció que se debían reunir todos los domingos, y quedaba prohibido ocuparse de la política, a pesar de que muchos de sus socios eran liberales moderados profundamente involucrados en los partidos y las logias. Esta asociación estaba fundada en la convicción de que la ciencia, la literatura, la sabiduría, no podían ya producirse en forma aislada. Los ateneístas declaraban estar animados por "el sublime deseo de ser útiles a sus conciudadanos", ya que su misión era regenerar al pueblo ignorante. Sus fines estaban expresados en sus máximas fundamentales:
"La perfecta igualdad, la mejor armonía, el amor y dedicación al trabajo, la cooperación constante y el más notable y patriótico interés; y pues que este establecimiento debía reunir todas las ciencias y todos los talentos, justo y oportuno fue darle el nombre de Ateneo Mexicano, a imitación del que fundó en Roma con igual objeto el emperador Adriano hacia el año 135 de la era cristiana"

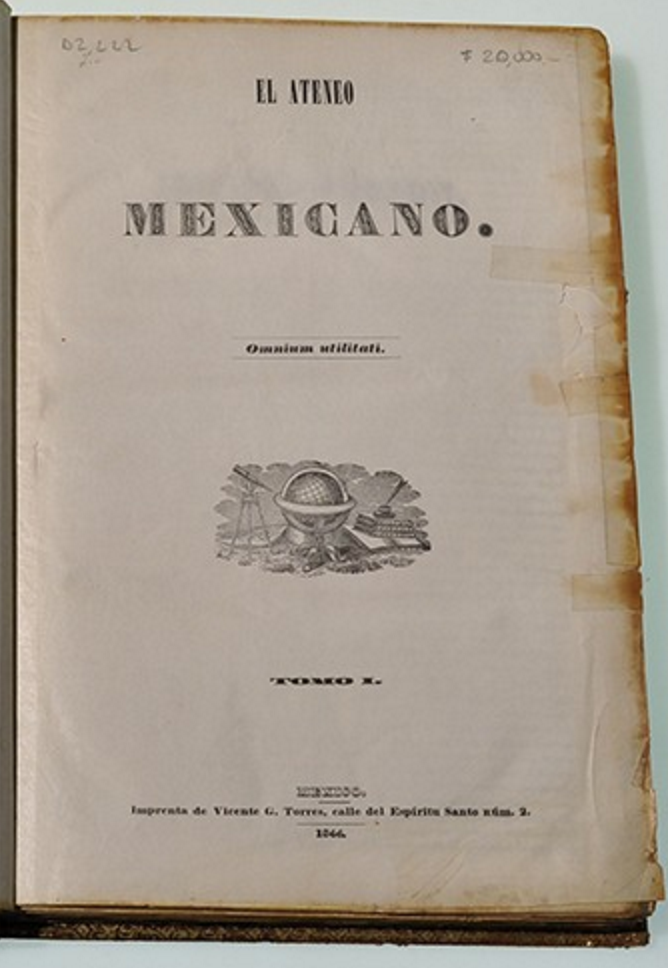
Primera edición del Ateneo

Así, este proyecto de educación se desarrolló alrededor de tres objetivos: introducir la instrucción en muchos ramos de las ciencias, adaptar a México a los métodos más modernos de Europa, y facilitar la instrucción, conciliando los medios de que se vale.

## Últimos años
En los últimos años de su vida, comenzó el proceso para la creación de la Academia Mexicana de la Lengua, ya que Gondra creía tener una responsabilidad de cuidar la pureza de la lengua española. Esta comenzó sus sesiones en 1875, catorce años después de la muerte de Gondra; sin embargo, su aportación y pasión fue tan grande, que es considerado como uno de los miembros fundadores de la Academia.
Llegado a una edad madura, Gondra regresó al Seminario y recibió el presbiterato. Sin embargo, según Prieto, poco después, Isidro hizo esfuerzos para desligarse de sus votos, por lo cual fue perseguido y acusado de apóstata; los secretos de su vida íntima fueron exhibidos públicamente hasta el grado que recurrió a la masonería para protegerse de las persecuciones. 
Gondra murió en la Ciudad de México en 1861.

## Obra literaria
La obra literaria de Gondra se encuentra dispersa en diversas cartas, revistas literarias y periódicos de la época; además de haber traducido y editado más de 100 escritos de la Academia de Letran.
- El Mosaico Mexicano (1836)

- El Año Nuevo (1838)

- El Recreo de las Familias (1838)
- El Ateneo Mexicano (1840)

- El Semanario de las Señoritas Mexicanas (1841)